# 무타심 카다피

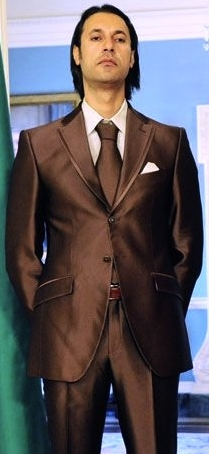
무타심 카다피

무타심 카다피(Mutassim Gaddafi, 1974년 12월 18일 ~ 2011년 10월 20일)는 리비아의 군인, 정치인이다. 리비아의 육군 사령관과 국가안보보좌관을 역임했었다. 2011년 리비아 내전 중에 시르테에서 시민군과 전투 도중에 사살되었다.